# Neritos flavomarginata
Neritos flavomarginata är en fjärilsart som beskrevs av Rothschild 1910. Neritos flavomarginata ingår i släktet Neritos och familjen björnspinnare. Inga underarter finns listade i Catalogue of Life.